# Светослав Николов
Светослав Николов е български театрален актьор и режисьор.

## Биография
Завършва театрален департамент на Нов български университет през 2007 г. по специалността „Актьорско майсторство и режисура за съвременни и алтернативни театрални форми“.
По време на обучението за актьор си работи също и като режисьор. Той е автор и режисьор на представлението „Токания“ (2002), което остава презентирано само в учебните зали на Нов български университет. През 2002 г. Светослав Николов заминава като студент на разменни начала (exchange student) в Dartington College of Arts (Великобритания), където заедно с Невена Денчева представят уличния пърформанс „Триъгълници“, като част от празниците по случай юбилея на кралицата на Великобритания.
Следват актьорски проекти като „Социален портрет“ с реж. Възкресия Вихърова (Виена, Австрия), „Вишни, без сестри, без зрители, без кон и с още нещо“, представен на фестивала „Studentfest“ (Тимишоара, Румъния), „ТНЕ421“ с реж. Роб Лист и т.н.
Режисьорските му изяви не спират само с „Токания“. През 2005 г. на сцената на ДСТ „Алеко Константинов“ представя спектакъла D.L. (в режисьорско партньорство с Милена Станойевич) – мултимедиен спектакъл, инспириран от романа на Шодерло дьо Лакло „Опасни връзки“. С този спектакъл се именува и началото на тандема: Светослав Николов (режисьор) – Биляна Георгиева (сценограф). Заедно те поставят още 2 спектакъла:
- „Кухненският асансьор“ (2005 г.) от Харолд Пинтър[1], който бива представен пред Работния център на Йержи Гротовски и Томас Ричардс в Понтедера, Италия. По-късно и на Международния театрален фестивал „Варненско лято — 2006“[2];
- „Отварачка за консерви“ (2006 г.) от Виктор Лану.[3]

Всичките му досегашни режисьорски опити се осъществяват от УТ „Театър на голия охлюв“ към НБУ.
За представлението „Топлината през ноември“ от Яна Добрева, с режисьор Възкресия Вихърова получава награда за „Техническо обезпечаване на спектакъла“ от Съюзна организация към Съюз на артистите в България при Драматично-куклен театър „Васил Друмев“ – Шумен, където той е асистент режисьор.
Освен като режисьор и актьор Светослав Николов навлиза и в почти всички сфери на театралното изкуство:
- „Импулс“ България част от проекта на част от проекта на Workcenter of Jerzy Grotowski and Thomas Richards „Tracing Roads Across“ – работи като сътрудник в организационния екип.
- сътрудник по рекламата и разгласата на УТ „Театър на голия охлюв“ към НБУ.
- изработване на субтитри за чуждестранните спектакли за МТФ „Варненско лято (театрален фестивал)“.
- осветление и звук за участията на театър „Кредо“ по фестивали в страната и чужбина.

С театрални представления и уъркшопи е бил в следните държави: Англия, Уелс, Дания, Португалия, Австрия, Сърбия, Литва, Израел, Франция, Италия, Северна Македония, Корея, Тайван и др.